# Capcană pentru general
Capcană pentru general (titlul original: în sârbocroată Klopka za generala) este un film dramatic iugoslav, realizat în 1971 de regizorul Miomir Stamenković. Dragan Marković și Luka Pavlović au scris scenarul care se bazează pe evenimente adevărate din Serbia imediat după încheierea celui de-al Doilea Război Mondial, arătând acțiunea prin care OZNA, poliția secretă a Iugoslaviei comuniste nou înființate, l-a capturat în mod fraudulos pe liderul cetnicilor, Draža Mihailović. Protagoniștii filmului sunt actorii Bekim Fehmiu, Rade Marković, Ljuba Tadić și Jelena Žigon.

## Rezumat
Imediat după război, OZNA și-a introdus ofițerul de informații, poreclit „doctorul”, în rândurile rămase de cetnici. Sarcina lui este să-i captureze pe liderii cetnici, înșelându-i că el este o legătură cu țările străine. Scopul său principal este să-l captureze în viață pe generalul Draža Mihajlović.

## Distribuție
- Bekim Fehmiu – „Doctorul”
- Rade Marković – generalul Draža Mihajlović
- Ljuba Tadić – cetnicul voievod „Ras”
- Jelena Žigon – Vera, învățătoarea
- Dušan Janićijević – Feliks
- Abdurahman Šalja – Perun
- Voja Mirić – Pjer
- Azra Cengic – șefa consiliului
- Zoran Rankić – un agent OZNA
- Zaim Muzaferija – Jovan
- Husein Čokić – Životić
- Viktor Starčić – tatăl doctorului
- Tomanija Đuričko – mama doctorului
- Svjetlana Knežević – Lela, fata doctorului
- Dragomir Felba – morarul Vidoje
- Ljiljana Šljapić – fiica lui Vidoje
- Sima Janićijević – ministrul
- Alenka Rančić – Majka
- Rastislav Jović – cetnicul cu chitara
- Ljubo Škiljević – un cetnic
- Janez Vrhovec –

## Trivia
În unele detalii, filmul a reprezentat o abatere de la faptele istorice, astfel personajul comandantului cetnic bazat pe adevăratul Nikola Kalabić, interpretat de Ljuba Tadić în film, a fost numit „Ras”. Un deceniu mai târziu, aceleași evenimente vor fi prezentate cu mult mai multă grijă pentru autenticitate în docudrama de televiziune Ultimul act (Poslednji čin, 1981-1982).